# Grima Llenguadeserp
Grima, anomenat el Llenguadeserp, és un personatge de ficció a El Senyor dels Anells de. J. R. R. Tolkien. Actua com a antagonista secundari de Les dues torres i un antagonista menor a El retorn del Rei, i el seu paper s'amplia a Contes inacabats de Númenor i la Terra Mitjana. És presentat a Les Dues Torres com a conseller principal del rei Théoden de Ròhan i esbirro de Sàruman.
Per alguns psicòlegs, Llenguadeserp és l'adulador arquetípic. Els estudiosos de Tolkien assenyalen que l'autor va basar Grima en el personatge poc fiable Unferth a Beowulf. És presumptuós, es comporta com si governés Ròhan, i exemplifica la luxúria, tal com va endevinar correctament Gàndalf; espera fer-se ric i prendre Éowyn com a dona.
El nom Grima deriva de la paraula anglesa antiga o islandesa que significa «màscara», «casc» o «espectre».

## Aparicions

### Les Dues Torres
Grima, fill de Galmod, va ser inicialment un servidor fidel, però finalment s'acaba aliant amb en Sàruman, i a partir d'aleshores va treballar per debilitar Théoden i el seu regne a través de la mentida i la persuasió, en el seu càrrec de conseller principal del rei.
Tolkien el descriu com un home que «tenia el rostre esblanqueït. Els seus ulls parpellejaven a causa del sol» i una «llengua blanquinosa i llarga». Grima era molt desagradable a Édoras; tothom, excepte Théoden, l'anomenava «Llenguadeserp» («Wormtongue» en anglès, literalment «Llengua de cuc»). En anglès antic wyrm significa «serp» o «drac», i Gàndalf el compara repetidament amb una serp:
| « | Els savis només parlen del que saben, Grima, fill de Galmod. Us heu convertit en un cuc estúpid. De manera que calleu i mantingueu la vostra llengua bífida darrere les dents. No he passat a través del foc i de la mort per haver de discutir paraules vils amb un servent fins que el llamp ens fulmini. | » |

| « | Mireu, Théoden, aquí teniu una serp! Si voleu estar segur, no la podeu prendre amb vós ni deixar-la aquí al darrere. Si la matéssiu faríeu un acte de justícia. Però no sempre ha estat com és ara. En altre temps fou un home i us serví com a tal. | » |

En Sàruman li havia promès Éowyn, la neboda del rei, com a recompensa pels seus serveis. El seu germà Éomer el va acusar de vigilar-la «des de sota les parpelles i que li’n segueixes les passes». Els seus plans van ser frustrats quan Gàndalf el Blanc i els seus companys van arribar a Édoras, i van convèncer el rei que no era tan feble com el seu conseller li havia fet semblar. Després de la restauració d'en Théoden, «moltes coses que els homes havien perdut» es van trobar tancades al tronc de Grima, inclosa l'espasa del rei, Hèrugrim. Théoden va decidir sortir a la batalla als Guals de l'Isen, i a en Grima se li va donar una opció: demostrar la seva lleialtat i anar a la batalla amb el rei, o anar a l'exili. Escollint aquest últim, va anar amb en Sàruman a Òrthanc. Després de l'enfrontament entre en Sàruman i enGàndalf, en Grima va llançar per error el palantir d'Òrthanc als Ròhirrim que acompanyaven en Gàndalf, o possiblement al mateix Sàruman, i així va permetre en Peregrín Tuc l'agafés.

### El retorn del rei
En Grima va acompanyar en Sàruman a la Comarca, on en Sàruman va buscar venjança contra els hòbbits per la seva derrota a Òrthanc. Durant aquest temps, en Sàruman va escurçar-li el sobrenom de Grima a «Serp». Quan en Sàruman va ser enderrocat per una rebel·lió dels hòbbits i hom li va ordenar que se n'anés, en Frodo va implorar a en Grima que no el seguís, i fins i tot li va oferir menjar i refugi. Sàruman va respondre revelant als hòbbits que Grima havia assassinat i possiblement menjat Oto Vilabossots i de Saquet, un parent de Frodo. Després d'això, en Grima va assassinar en Sàruman i aquest va ser matat pels arquers hòbbit.

### Contes inacabats
En Grima va tenir un paper important a la història de fons de El Senyor dels Anells, abans de la seva primera aparició a Les dues torres. A Contes inacabats de Númenor i la Terra Mitjana Tolkien escriu que en Grima va ser capturat pels Nazgûl als camps dels Ròhirrim, mentre anava cap a Ísengard per informar a en Sàruman de l'arribada de Gàndalf a Édoras. Va divulgar el que sabia dels plans de Sàruman als Nazgûl, concretament el seu interès per la Comarca i la seva ubicació. En Grima va ser alliberat i els Nazgûl van marxar immediatament cap a la Comarca. En una altra versió dins del mateix capítol, aquest paper s'atorga a l'«home del sud guerxo» que els hòbbits es troben a Bree. Tolkien suggereix a més que Grima podria haver donat a Théoden «verins subtils» que el van fer envellir a un ritme accelerat.

## Interpretacions
Per als psicòlegs Deborah i Mark Parker, Llenguadeserp serveix com a adulador arquetípic, adulador, mentider i manipulador.
Els estudiosos de Tolkien han assenyalat que la interacció de Llenguadeserp amb en Gàndalf a Meduseld té una contrapartida en anglès antic al poema èpic Beowulf: el relat es basa estretament en el tracte de l'heroi Beowulf amb Unferth a Heorot, on Unferth és el portaveu «ambigu» del rei Hrothgar; Unferth està completament desacreditat per Beowulf, com en Llenguadeserp ho és per en Gàndalf.
El crític George Clark descriu l'actitud de Llenguadeserp com un exemple de presumptuositat, comportant-se «com si ja estigués al tron» de Ròhan. Clark assenyala que Richard Purtill suggereix que Tolkien està encarnant intencionadament els set pecats capitals en els seus personatges. Cita una de les cartes de Tolkien en aquest sentit: «l'encoratjament de la bona moral en aquest món real, mitjançant l'antic mecanisme d'exemplificar-los en encarnacions desconegudes, que pot tendir a "portar-los a casa"». Clark escriu que els nans exemplifiquen la cobdícia, l'orgull dels homes, l'enveja dels elfs, la peresa dels ents, la gola dels hòbbits, la ira dels orcs i la luxúria de la Llenguadeserp. Clark assenyala que Gàndalf va endevinar correctament aquesta luxúria: que guanyaria una gran part del tresor de Meduseld i la mà d'Éowyn en el matrimoni, «la persona a la qual Grima havia llançat durant molt de temps ulls obscens i mirades lascives», i de fet, en paraules d'Éomer, Grima havia seguit «les passes».

## Representació en adaptacions
A l'adaptació cinematogràfica d'animació de Ralph Bakshi de 1978 El Senyor dels Anells, en Llenguadeserp va ser interpretat per Michael Deacon.
A les pel·lícules de Peter Jackson, El Senyor dels Anells, Llenguadeserp va ser interpretat per Brad Dourif, descrit a The Guardian com una «presència inquietant» i a The Independent com un «company lamentable que incita el seu amo a fer actes de depravació creixent». Segons Dourif, Jackson el va animar a afaitar-se les celles perquè el públic tingués immediatament una reacció de malestar amb el personatge.
Al capítol «L’assot de La Comarca» amb la mort de Sàruman i Llenguadeserp no apareix a la versió cinematogràfica; les morts es van traslladar a una escena anterior, «La veu d'en Sàruman». L'escena del tall es pot trobar al DVD de l'edició ampliada d'El retorn del Rei.